# Guldvingar
Guldvingar (Lycaenini) är en tribus bland fjärilarna och i familjen juvelvingar. 

## Släkten
- Athamanthia
- Gaeides – förs ofta till släktet Lycaena
- Hyrcanana
- Lycaena
- Phoenicurusia

Sju arter är kända i Norden, se lista med Nordens arter.